# Alamilla
Alamilla är en ort i Mexiko.   Den ligger i kommunen Palizada och delstaten Campeche, i den sydöstra delen av landet, 800 km öster om huvudstaden Mexico City. Alamilla ligger 6 meter över havet och antalet invånare är 220.
Terrängen runt Alamilla är mycket platt. Runt Alamilla är det mycket glesbefolkat, med 3 invånare per kvadratkilometer. Närmaste större samhälle är Palizada, 2,3 km söder om Alamilla. Omgivningarna runt Alamilla är en mosaik av jordbruksmark och naturlig växtlighet.